# Axel Werner
Axel Wilfredo Werner (Rafaela, Provincia de Santa Fe, Argentina; 28 de febrero de 1996) es un futbolista argentino. Juega de arquero en Rosario Central de la Liga Profesional Argentina, cedido por el Elche CF de España.

## Trayectoria

### Atlético de Rafaela
Su debut en el arco de La Crema se produjo en la Copa Argentina 2014-15, en la goleada 5-1 sobre Deportivo Merlo. Luego de sus grandes actuaciones, fue vendido al Atlético de Madrid, aunque fue cedido por una temporada a Boca.

### Boca Juniors
Fue presentado oficialmente en el Club Atlético Boca Juniors el 29 de agosto de 2016, debutó en un partido amistoso ante Olimpia de Paraguay que finalizó con empate 2-2 con un final polémico. Antes de que se dispute el superclásico del fútbol argentino, el arquero titular Guillermo Sara sufrió una luxación en el hombro y esto hizo que Werner tenga su debut oficial en el arco de Boca Juniors.
Su debut oficial se produjo el 11 de diciembre de 2016 en el Estadio Monumental contra River Plate, partido que ganó el Xeneize por 2:4, con destacadas actuaciones de Werner como el disparo que le contuvo a Pity Martínez. Jugó dos partidos oficiales, el recién nombrado y posteriormente frente a Colón de Santa Fe, partido que también fue victoria para Boca. Más tarde disputaría algunos partidos amistosos hasta retomar nuevamente al Atlético de Madrid.

### Atlético de Madrid
Luego de su paso a préstamo por Boca, se presentó con el equipo español el 6 de julio de 2017 para afrontar la temporada 2017-18.
Su debut con el conjunto colchonero no llegó hasta el 8 de marzo de 2018 en la ida de los octavos de final de la Liga Europa de la UEFA frente al F. C. Lokomotiv Moscú, jugando también la vuelta de esta eliminatoria. Debutó en la liga el 29 de abril de ese mismo año contra el Deportivo Alavés dejando la portería a cero.
El 16 de mayo de 2018 se proclamó campeón de la Liga Europa de la UEFA al vencer el Atlético de Madrid 3-0 al Olympique de Marsella en el Parc Olympique Lyonnais (Lyon).

#### Cesiones
El 11 de julio de 2018 la Sociedad Deportiva Huesca logró su cesión por una temporada. Debutó el 19 de agosto en liga ganando 1-2 a la S. D. Eibar. Luego, en la segunda fecha, la S. D. Huesca empató de visitante 2-2 con el Athletic Club y en su tercer partido, el 2 de septiembre sufrió una derrota de visitante ante el F. C. Barcelona por 8-2.
El 1 de febrero de 2019, tras haber perdido continuidad en la Sociedad Deportiva Huesca, llegó al Málaga C. F. hasta final de temporada. No la completó, ya que el 14 de mayo se fue al Atlético San Luis, filial en México del Atlético de Madrid, tras el ascenso a la Liga MX.
El 15 de agosto de 2023, pasó a préstamo por un año con opción de compra a Rosario Central, de la Primera División de Argentina.

### Elche C. F.
El 1 de septiembre de 2021 fichó por el Elche C. F. por dos temporadas para pelear la titularidad con Kiko Casilla y Édgar Badía. Disputó dos partidos de Copa del Rey y el 31 de enero de 2022 fue cedido al Arsenal Fútbol Club de su país hasta el 30 de junio.

## Selección nacional

### Categorías inferiores

#### Selección Sub-17
En 2013 fue convocado por Humberto Grondona al plantel que disputó el Mundial de Fútbol Sub-17 que se disputó en Emiratos Árabes Unidos. En dicho certamen fue suplente de Augusto Batalla y solo jugó el partido por el tercer puesto, en el que Argentina cayó ante Suecia por 4-1.

#### Selección Sub-20
En 2014 fue preseleccionado nuevamente por Humberto Grondona para el Sudamericano Sub-20 de 2015, aunque no llegó a conformar la lista definitiva.

#### Selección Olímpica
El entrenador Julio Olarticoechea convocó a Werner para representar a Argentina en los Juegos Olímpicos de Río de Janeiro 2016. No disputó ningún partido de la selección que quedó eliminada en fase de grupos, ya que el puesto de arquero lo ocupó Gerónimo Rulli.

## Estadísticas
Actualizado al último partido disputado el 20 de abril de 2025.
| Club | Div.                | Temporada           | Liga | Liga | Liga | Copas Nacionales(1) | Copas Nacionales(1) | Copas Nacionales(1) | Copas Internacionales(2) | Copas Internacionales(2) | Copas Internacionales(2) | Total | Total | Total |
| Club | Div.                | Temporada           | PJ   | GR   | VI   | PJ                  | GR                  | VI                  | PJ                       | GR                       | VI                       | PJ    | GR    | VI    |
| --- | ------------------- | ------------------- | ---- | ---- | ---- | ------------------- | ------------------- | ------------------- | ------------------------ | ------------------------ | ------------------------ | ----- | ----- | ----- |
| Atlético de Rafaela Argentina | 1.ª                 | 2014                | 0    | 0    | 0    | -                   | -                   | -                   | -                        | -                        | -                        | 0     | 0     | 0     |
| Atlético de Rafaela Argentina | 1.ª                 | 2015                | 2    | 5    | 0    | 2                   | 2                   | 0                   | -                        | -                        | -                        | 4     | 7     | 0     |
| Atlético de Rafaela Argentina | 1.ª                 | 2016                | 9    | 17   | 1    | 1                   | 2                   | 0                   | -                        | -                        | -                        | 10    | 19    | 1     |
| Atlético de Rafaela Argentina | Total club          | Total club          | 11   | 22   | 1    | 3                   | 4                   | 0                   | -                        | -                        | -                        | 14    | 26    | 1     |
| C. A. Boca Juniors Argentina | 1.ª                 | 2016-17             | 2    | 3    | 0    | 0                   | 0                   | 0                   | -                        | -                        | -                        | 2     | 3     | 0     |
| C. A. Boca Juniors Argentina | Total club          | Total club          | 2    | 3    | 0    | 0                   | 0                   | 0                   | -                        | -                        | -                        | 2     | 3     | 0     |
| Atlético de Madrid · España | 1.ª                 | 2017-18             | 1    | 0    | 1    | 0                   | 0                   | 0                   | 2                        | 1                        | 2                        | 3     | 1     | 2     |
| Atlético de Madrid · España | Total club          | Total club          | 1    | 0    | 1    | 0                   | 0                   | 0                   | 2                        | 1                        | 1                        | 3     | 1     | 2     |
| S. D. Huesca · España | 1.ª                 | 2018-19             | 6    | -16  | 0    | 2                   | -8                  | 0                   | -                        | -                        | -                        | 8     | -24   | 0     |
| S. D. Huesca · España | Total club          | Total club          | 6    | 16   | 0    | 2                   | 8                   | 0                   | -                        | -                        | -                        | 8     | 24    | 0     |
| Málaga · España | 2.ª                 | 2018-19             | 0    | 0    | 0    | -                   | -                   | -                   | -                        | -                        | -                        | 0     | 0     | 0     |
| Málaga · España | Total club          | Total club          | 0    | 0    | 0    | -                   | -                   | -                   | -                        | -                        | -                        | 0     | 0     | 0     |
| Atlético San Luis · México | 1.ª                 | 2019-20             | 1    | 3    | 0    | 6                   | 8                   | 1                   | -                        | -                        | -                        | 7     | 11    | 1     |
| Atlético San Luis · México | 1.ª                 | 2020-21             | 25   | 52   | 3    | -                   | -                   | -                   | -                        | -                        | -                        | 25    | 52    | 3     |
| Atlético San Luis · México | Total club          | Total club          | 26   | 55   | 3    | 6                   | 8                   | 1                   | -                        | -                        | -                        | 32    | 63    | 4     |
| Elche C. F. · España | 1.ª                 | 2018-19             | 0    | 0    | 0    | 2                   | 3                   | 0                   | -                        | -                        | -                        | 2     | 3     | 0     |
| Arsenal Argentina | 1.ª                 | 2022                | -    | -    | -    | 11                  | 18                  | 1                   | -                        | -                        | -                        | 11    | 18    | 1     |
| Arsenal Argentina | Total club          | Total club          | -    | -    | -    | 11                  | 18                  | 1                   | -                        | -                        | -                        | 11    | 18    | 1     |
| Elche C. F. · España | 1.ª                 | 2022-23             | 1    | 4    | 0    | -                   | -                   | -                   | -                        | -                        | -                        | 1     | 4     | 0     |
| Elche C. F. · España | Total club          | Total club          | 1    | 4    | 0    | 2                   | 3                   | 0                   | -                        | -                        | -                        | 3     | 7     | 0     |
| Rosario Central Argentina | 1.ª                 | 2023                | -    | -    | -    | 0                   | 0                   | 0                   | -                        | -                        | -                        | 0     | 0     | 0     |
| Rosario Central Argentina | 1.ª                 | 2024                | 3    | 3    | 1    | 2                   | 3                   | 0                   | 0                        | 0                        | 0                        | 5     | 6     | 1     |
| Rosario Central Argentina | 1.ª                 | 2025                | 2    | 0    | 2    | 0                   | 0                   | 0                   | -                        | -                        | -                        | 2     | 0     | 2     |
| Rosario Central Argentina | Total club          | Total club          | 5    | 3    | 3    | 2                   | 3                   | 0                   | 0                        | 0                        | 0                        | 7     | 6     | 3     |
| Total en su carrera | Total en su carrera | Total en su carrera | 52   | 103  | 8    | 26                  | 44                  | 2                   | 2                        | 1                        | 1                        | 80    | 148   | 11    |
| (1) Incluye Copa Argentina, Copa del Rey, Copa México, Copa de la Liga Profesional y Trofeo de Campeones (2) Incluye UEFA Europa League. |                     |                     |      |      |      |                     |                     |                     |                          |                          |                          |       |       |       |

## Palmarés

### Campeonatos nacionales
| Título           | Equipo          | Sede      | Año     |
| ---------------- | --------------- | --------- | ------- |
| Primera División | Boca Juniors    | Argentina | 2016-17 |
| Copa de la Liga  | Rosario Central | Argentina | 2023    |

### Campeonatos internacionales
| Título                  | Equipo                        | Sede      | Año     |
| ----------------------- | ----------------------------- | --------- | ------- |
| Campeonato Sudamericano | Selección de Argentina Sub-17 | Argentina | 2013    |
| Liga Europa de la UEFA  | Atlético de Madrid            | Lyon      | 2017-18 |